# Келли, Брайан (актёр)
Бра́йан Ке́лли (англ. Brian Kelly; 14 февраля 1931, Детройт, Мичиган — 12 февраля 2005, Вурхиз, Нью-Джерси) — американский актёр кино и телевидения. Наиболее запомнился зрителю исполнением роли Портера Рикса, овдовевшего отца двух сыновей в телесериале «Флиппер» (1964—1967).

## Биография
Брайан Келли родился 14 февраля 1931 года в Детройте (штат Мичиган, США). Отец — губернатор Мичигана в 1943—1947 годах Гарри Келли (1895—1971), мать — Энн Вероника О’Брайан. У Брайана были три сестры и два брата, один из которых — близнец. Его племянник (сын одной из сестёр) — Брайан Д’Арси Джеймс (род. 1968) стал известным музыкантом, актёром театра, кино и телевидения.
Во время Корейской войны Келли служил в морской пехоте. В 1957 году окончил Университет Нотр-Дам, а затем год проучился в Школе права при Мичиганском университете, намереваясь, как отец, сделать карьеру политика, но в итоге всё-таки выбрал кинематограф.
С 1958 года Келли начал сниматься в телесериалах и телефильмах, с 1963 года — в кинофильмах. Окончил карьеру в 1970 году, разово появившись в одном телефильме в 1973 году, а также выступил исполнительным продюсером к ленте «Бегущий по лезвию» (1982).
В ноябре 1970 года Келли начал сниматься в новой ленте «Машина любви», однако на третий день съёмочного процесса прямо под ним взорвался арендованный мотоцикл, в результате чего у него оказались парализованы правые рука и нога и нарушена речь. Роль срочно передали актёру Джону Филлипу Лоу. В итоге Келли получил от фирмы — виновника аварии компенсацию в сумме 750 000 долларов (ок. 5 142 000 долларов в ценах 2019 года), но кинокарьера Келли на этом была фактически завершена. На эти деньги он купил несколько домов, рассчитывая позже продать их с выгодой, а вырученные деньги пустить на продюсирование фильмов, но у него ничего не получилось.
В 2003 году номинировался на премию TV Land Award в категории «Лучшие взаимоотношения человека и животного» за роль в телесериале «Флиппер», но не выиграл награды.
Брайан Келли скончался 12 февраля 2005 года, не дожив двух дней до своего 74-го дня рождения, от пневмонии в тауншипе Вурхис (округ Камден, штат Нью-Джерси).

### Личная жизнь
Брайан Келли был женат дважды.
1. Лора Девон (1931—2007), актриса кино и телевидения, также имела некоторую известность как певица, модель и актриса театра. Брак заключён 23 июня 1962 года, развод в 1966 году. Детей нет. У Девон это был третий из четырёх мужей.
2. Валери Энн Ромеро. Брак заключён 30 сентября 1972 года. Пара прожила вместе почти 33 года до самой смерти актёра. Дочь Хэлли (род. 1975) и сын Девин (род. 1980).

## Избранная фильмография

### Актёр кинематографа
- 1963 — Остров грома[англ.] / Thunder Island — Винсент Додж
- 1964 — Новые приключения Флиппера[англ.] / Flipper's New Adventure — Портер Рикс
- 1966 — Вокруг света под водой[англ.] / Around the World Under the Sea — доктор Крейг Мосби
- 1968 — Стреляй, гринго, стреляй[англ.] / Spara, Gringo, spara — Чад Старк

### Актёр телевидения
- 1959 — Приключения в раю[англ.] / Adventures in Paradise — капитан Риверс (в эпизоде Haunted)
- 1961—1962 — Напрямую / Straightaway — Скотт Росс (в 26 эпизодах)
- 1963 — Деревенщина в Беверли-Хиллз[англ.] / The Beverly Hillbillies — полицейский (в 2 эпизодах)
- 1964—1967 — Флиппер / Flipper — Портер Рикс (в 88 эпизодах)

### Прочие работы
- 1966—1967 — Флиппер / Flipper — режиссёр (в 2 эпизодах)
- 1982 — Бегущий по лезвию / Blade Runner — исполнительный продюсер